# Новоладожский судостроительный завод
Новоладожский судострои́тельный заво́д (НСЗ) — судостроительное предприятие в городе Новая Ладога (Ленинградская область). Полное наименование — Общество с ограниченной ответственностью «Новоладожский судостроительный завод».

## История
27 сентября 1940 года по приказу наркома речного флота РСФСР З. А. Шашкова № 135 «О создании новоладожских судоремонтных мастерских IV разряда» в городе Новая Ладога на территории, примыкающей к трехкамерному шлюзу на выходе из Петровского канала в реку Волхов, основаны ремонтные мастерские организованы мастерские, специализировавшиеся на ремонте небольших судов: буксиров, катеров и барж. Первым директором стал Александр Михайлович Мутовкин. Развитие мастерских было затруднено нехваткой ресурсов и квалифицированных кадров. Ситуация изменилась в сентябре 1941 года, когда из Свирицы были оперативно переброшены два плавучих дока. До конца навигации судоремонтники смогли восстановить 31 баржу, включая поднятые с затопленных участков в районе Осиновца.

Во время Великой Отечественной войны Новоладожский судоремонтный завод стал единственным судоремонтным предприятием, которое осуществляло ремонт судов Северо-Западного пароходства и кораблей Ладожской военной флотилии. Важную роль в спасении и восстановлении судов играла судоподъемная группа Приладожского техучастка пути, которая поднимала затонувшие баржи и доставляла их на ремонт.
С 1946 года предприятие стало базой для обслуживания судов Северо-Западного пароходства: мастерские были реорганизованы в Новоладожский судоремонтный завод II разряда. В послевоенные годы на плечи заводчан легла задача не только по восстановлению военных и гражданских кораблей, но по строительству жилых домов. За период с 1946 по 1960 годы было построено более 60 жилых одно- и двухэтажных домов, возведены цеха: слесарный, корпусный, деревообрабатывающий, литейный, участок Петровского канала реконструирован в сухой док. Нехватка рабочих кадров заставила создать на базе завода ФЗО, а затем ремесленное училище. На заводе, кроме судоремонтных работ, начато строительство новых судов различного типа и назначения, начиная с несамоходных барж и заканчивая крупнотоннажными танкерами класса река-море. В этот же период завод не забывал и о социальных проблемах работников: были построены детский сад, школа, общежитие техникума, столовая, жилые многоквартирные дома.

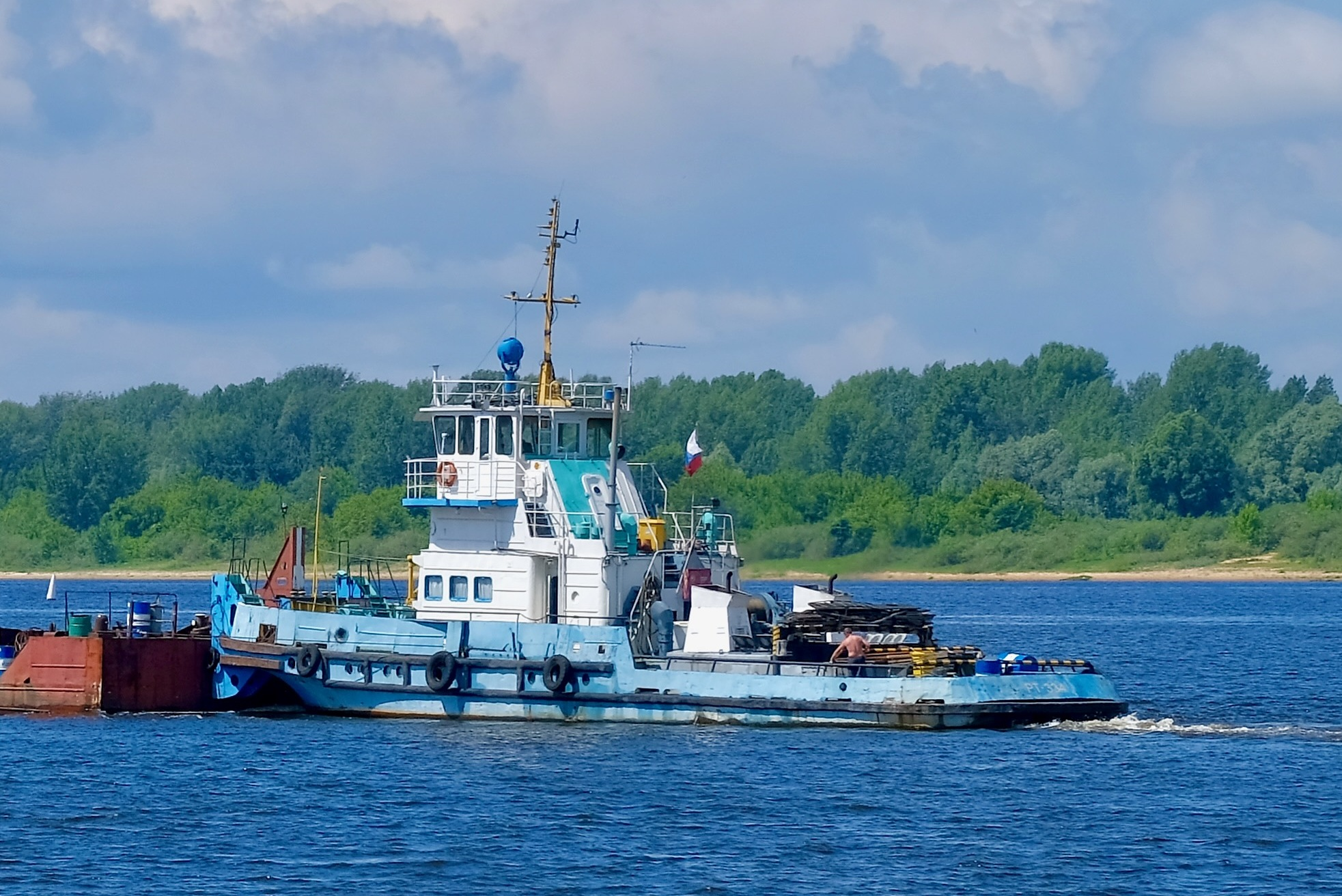
РТ-334, Нижний Новгород, фото 2024 года

В 1961 завод году приступил к судостроению. Одним из значимых проектов завода в конце 1980-х годов стало строительство танкеров проекта 81180 (разработки Астраханского ЦКБ) грузоподъемностью 800 тонн. Всего с 1985 по 1991 год было построено четыре таких судна, предназначенных для перевозки нефтепродуктов.
За более чем полвека завод построил около 300 судов различных типов и назначения. В их числе баржи, землесосы, гидроперегружатели, буксиры, танкеры, рыболовецкие суда и скоростные суда из легких сплавов. Среди реализованных проектов: землесосы проектов 4П3У, 8П3У, Р-109 ЗГМ4Д1600, рыболовные боты проектов 211 и 110/105, буксиры проектов 891 и 911В, толкачи проекта 07553М, танкеры проекта 81180 (г/п 1000 т), грузопассажирские паромы проекта "Lautta" и баржи грузоподъемностью от 150 до 1000 тонн.
В 1990-е годы завод столкнулся с финансовыми трудностями и был приватизирован в 2001 году. Предприятие переориентировалось на производство судовой арматуры, систем вентиляции, люков, дверей, трубопроводов, палубных механизмов, металлоконструкций и даже уличной мебели. В 2005 году на завод вернулись судостроительные заказы.
До 1992 года завод был государственным предприятием Минречфлота СССР, после — ООО «Новоладожский судоремонтный завод» до 2011 года. По состоянию на 2016 год завод располагал следующей инфраструктурой: территория 13 гектаров, площадь для отстоя судов – 12 тыс. м², стапельные площадки – более 6 тыс. м², причальная стенка – 75 метров, сухой док размером 180 на 25 метров.

## Современное состояние
В 2018 году Новоладожский судостроительный завод был приобретен компанией «Судостроительный завод „РОСТР“», входящей в «Корпорацию „Оборонтех“». К моменту смены собственника предприятие находилось в упадке, что потребовало значительных усилий для восстановления производственного процесса. В настоящее время «РОСТР» реализует масштабную программу реконструкции верфи, инвестиции в которую оцениваются в 200 млн рублей. Завершение работ планируется в 2024—2026 годах. Программа включает ремонт и модернизацию цехов, приобретение современного оборудования, расширение стапельных площадок, а также перспективы строительства нового эллинга и увеличения длины причальной стенки. Ожидается, что после завершения реконструкции завод сможет перерабатывать до 2,5 тыс. тонн металла ежегодно.
Важным этапом в развитии завода стало получение в 2020 году крупного заказа на строительство траулера для компании «Мурманфишпродактс». Также ведётся строительство серии пассажирских судов по заказу туристических компаний «Нева-Тревел» и «Новая Голландия». Руководство Ленинградской области подчеркивает значимость восстановления судостроительного производства в Новой Ладоге.